# Вале ди Казијес
Вале ди Казијес (итал. Valle di Casies 
  ) је насеље у Италији у округу Болцано, региону Трентино-Јужни Тирол.
Према процени из 2011. у насељу је живело 2098 становника. Насеље се налази на надморској висини од 1206 м.

## Становништво
| 1931. | 1936. | 1951. | 1961. | 1971. | 1981. | 1991. | 2001. | 2011. |
| ----- | ----- | ----- | ----- | ----- | ----- | ----- | ----- | ----- |
| 1.360 | 1.411 | 1.561 | 1.732 | 1.819 | 1.932 | 2.008 | 2.098 | 2.262 |